# The Edgewater
El Edgewater en Madison, Wisconsin, es un hotel que abrió sus puertas en 1948. Fue incluido en el Registro Nacional de Lugares Históricos en 1997 como parte del Distrito Histórico de Mansion Hill.
Es un excelente ejemplo de la arquitectura Art Moderne diseñada por el arquitecto de Kenosha, Lawrence Monberg.
Abrió sus puertas en 1948. Fue incluido en el Registro Nacional de Lugares Históricos. Se encuentra a orillas del lago Mendota, cerca de la Universidad de Wisconsin-Madison y del Capitolio del Estado de Wisconsin.
Fue catalogado como Hoteles históricos de América por el National Trust for Historic Preservation en 2015.
Fue diseñado por el arquitecto Lawrence Monberg. Contribuye en el distrito histórico de Mansion Hill, que cubre parte del vecindario de Mansion Hill, un área de clase alta en el siglo XIX de Madison, Wisconsin.
En 2010, estaba programado para una remodelación de 98 millones, de los que la ciudad de Madison contribuiría con $16 millones.
Reabrió en septiembre de 2014.